# Belnem
Belnem – luksusowa, prywatna dzielnica (wijk) miasta Kralendijk w gminie zamorskiej Bonaire, na wyspie o tej samej nazwie, w Holandii Karaibskiej. 1 stycznia 2020 r. liczyła 881 mieszkańców. Leży w południowej części miasta. Znajduje się tutaj jedna z najbardziej popularnych plaż wyspy Bachelor's Beach. W związku z bliskim położeniem lotniska, mogą nad nią latać samoloty.

## Nazwa
Nazwa wywodzi się od prywatnych założycieli dzielnicy – amerykańskiego piosenkarza i aktora Harry'ego Belafonte oraz arubańskiego przedsiębiorcy Maurice'a Neme.

## Historia
Bonaire bardzo często odwiedzał amerykański aktor i piosenkarz Harry Belafonte. Wraz z przedsiębiorcą z Aruby Maurice Neme zaplanowali, aby wybudować prywatną, luksusową dzielnicę w Kralendijku. 3 czerwca 1966 powołano oficjalnie ją i rozpoczęto prace budowlane. W przeciągu dwóch lat zaplanowano powstanie co najmniej 30 domów o powierzchni 100 m², wraz z drogami dojazdowymi. W późniejszym czasie, w okolicy powstały kolejne prywatne dzielnice. 
W 1981 rada wyspy skrytykowała powyższą transakcję, że za tanio sprzedano teren pod budowę tej dzielnicy.